# Gluey Porch Treatments
Gluey Porch Treatments (рус. Клейкие крылечные процедуры) — дебютный студийный альбом американской cладж-метал-группы Melvins, который был издан в 1987 году на лейбле Alchemy Records.

## Об альбоме
Gluey Porch Treatments считается одним из первых примеров сладж-метала и предтечей к гранжу.
Оригинальный релиз был выпущен только на виниле. Позднее альбом был переиздан на кассетах, вместе с мини-альбомом Six Songs (1986), на лейбле Boner Records. Также альбом присутствовал в качестве бонусного материала на CD-версии следующего альбома Ozma (1989). Треки с 18 по 29 могут быть найдены только на переиздании альбома 1999 года (Ipecac Recordings).
Песни «Steve Instant Neuman» и «As It Was» являются перезаписанными версиями песен «Disinvite» и «Easy As It Was» из мини-альбома Six Songs (1986). «Leeech» — это кавер на песню «Leech» группы Green River. Когда основатель группы Melvins Базз Осборн спросил участника Green River почему они никогда не играли эту песню, он ответил, что группа посчитала её без конца повторяющейся и исключила из сет-листа.
Песня «Eye Flys» вошла в саундтрек к фильму Курт Кобейн: О сыне и в концертный альбом Sugar Daddy Live (2011) группы Melvins. «Glow God», «Big As a Mountain» и «Heaviness of the Load» попали на сборник Peace Thru Chemistry (1989) лейбла Alchemy Records.

## Список композиций

### Side one
| №  | Название                   | Автор(ы)              | Длительность |
| -- | -------------------------- | --------------------- | ------------ |
| 1. | «Eye Flys»                 |                       | 6:16         |
| 2. | «Echo Head/Don't Piece Me» | Melvins               | 2:51         |
| 3. | «Heater Moves and Eyes»    |                       | 3:52         |
| 4. | «Steve Instant Neuman»     | Melvins               | 1:31         |
| 5. | «Influence of Atmosphere»  |                       | 1:51         |
| 6. | «Exact Paperbacks»         |                       | 0:43         |
| 7. | «Happy Gray or Black»      | Melvins               | 2:01         |
| 8. | «Leeech»                   | Марк Арм, Стив Тёрнер | 2:32         |

### Side two
| №   | Название                        | Автор(ы) | Длительность |
| --- | ------------------------------- | -------- | ------------ |
| 9.  | «Glow God»                      |          | 0:51         |
| 10. | «Big as a Mountain»             |          | 0:57         |
| 11. | «Heaviness of the Load»         |          | 3:06         |
| 12. | «Flex with You»                 |          | 0:54         |
| 13. | «Bitten into Sympathy»          |          | 1:45         |
| 14. | «Gluey Porch Treatments»        |          | 0:48         |
| 15. | «Clipping Roses»                |          | 0:49         |
| 16. | «As It Was»                     | Melvins  | 2:51         |
| 17. | «Over from Under the Excrement» |          | 4:39         |

### 1999 CD reissue bonus tracks
| №   | Название                            | Длительность |
| --- | ----------------------------------- | ------------ |
| 18. | «Echohead» (Demo)                   | 0:32         |
| 19. | «Flex with You» (Demo)              | 0:58         |
| 20. | «Don't Piece Me» (Demo)             | 2:20         |
| 21. | «Bitten into Sympathy» (Demo)       | 1:30         |
| 22. | «Exact Paperbacks» (Demo)           | 0:46         |
| 23. | «Glow God/Big as a Mountain» (Demo) | 1:55         |
| 24. | «Heaviness of the Load» (Demo)      | 3:04         |
| 25. | «Happy Gray or Black» (Demo)        | 1:59         |
| 26. | «Heater Moves and Eyes» (Demo)      | 4:29         |
| 27. | «Gluey Porch Treatments» (Demo)     | 0:52         |
| 28. | «Eye Flys» (Demo)                   | 3:11         |
| 29. | «Clipping Roses» (Demo)             | 0:55         |

## Над альбомом работали

### Участники группы
- Базз Осборн — вокал, гитара
- Мэтт Лукин — басс, вокал
- Дейл Кровер — ударные

### Прочие
- Карл Херлофссон — микшеринг
- Дэвид Масгров — звукорежиссура
- Маки Осборн — дизайн обложки альбома (переиздание)